# Saison 3 du Saint
Chronologie
Saison 2 du Saint Saison 4 du Saint
Cet article présente le guide des épisodes de la troisième saison de la série télévisée Le Saint.

## Épisode 1:Le Thé miracle
- Titre original : The Miracle Tea Party
- Numéro(s) : 40 (3.1)
- Scénariste(s) : Paddy Manning O'Brine
- Réalisateur(s) : Roger Moore
- Diffusion(s) : 
  -  Royaume-Uni : 8 octobre 1964
- Invité(es) : Nanette Newman (Geraldine McLeod) , Basil Dignam (Commander Richardson) , Robert Brown (Atkins)
- Résumé : Simon Templar démasque une bande d'espions qui avaient mis au point un système d'échange de documents et d'argent via des boîtes de thé.

## Épisode 2:Lida
- Titre original : Lida
- Numéro(s) : 41 (3.2)
- Scénariste(s) : Michael Cramoy
- Réalisateur(s) : Leslie Norman
- Diffusion(s) : 
  -  Royaume-Uni : 15 octobre 1964
- Invité(es) : Erica Rogers (Joan Wingate) , Peter Bowles (Maurice Kerr) , Marne Maitland (Esteban) , Aubrey Morris (Pebbles) , Robert Raglan (Inspector Maxwell)
- Résumé : Faisait-on chanter Lida ? On dit qu'elle s'est suicidée. Simon Templar, amie de sa sœur, enquête.

## Épisode 3:Les Perles de Madame Chen
- Titre original : Jeannine
- Numéro(s) : 42 (3.3)
- Scénariste(s) : Harry W. Junkin
- Réalisateur(s) : John Moxey
- Diffusion(s) : 
  -  Royaume-Uni : 29 octobre 1964
- Invité(es) : Sylvia Syms (Jeannine Rogers), Ric Young (Lo Yung) , Martin Miller (Jerome)
- Résumé :

## Épisode 4:Le Scorpion
- Titre original : The Scorpion
- Numéro(s) : 43 (3.4)
- Scénariste(s) : Paul Erickson
- Réalisateur(s) : Roy Baker
- Diffusion(s) : 
  -  Royaume-Uni : 5 novembre 1964
- Invité(es) : Nyree Dawn Porter (Patsy Butler) , Ivor Dean (Inspecteur Claude Eustache Teal) , Geoffrey Bayldon (Wilfred Garniman)
- Résumé : Un homme traqué par un motard dans les rues de Londres appelle Simon Templar et se réfugie chez lui. Il est impliqué dans le chantage d'un ministre. Un être mystérieux nommé "Le Scorpion" est derrière cette opération. Il a pour particularité d'éliminer ses adversaires grâce à cet animal.

## Épisode 5:Révolution
- Titre original : The Revolution Racket
- Numéro(s) : 44 (3.5)
- Scénariste(s) : Terry Nation
- Réalisateur(s) : Pat Jackson
- Diffusion(s) : 
  -  Royaume-Uni : 12 novembre 1964
- Invité(es) : Suzanne Lloyd (Doris Inkler), Eric Pohlmann (Carlos Xavier), Peter Arne (Pablo Enriquez), Ed Bishop (Sherm Inkler), Alec Mango (Jose Jalisco)
- Résumé :

## Épisode 6:Le Procédé G
- Titre original : The Saint Steps In
- Numéro(s) : 45 (3.6)
- Scénariste(s) : John Kruse
- Réalisateur(s) : John Gilling
- Diffusion(s) : 
  -  Royaume-Uni : 19 novembre 1964
- Invité(es) : Geoffrey Keen (Hobart Quennel) , Peter Vaughan (Walter Devan) , Annette Andre (Madeline Gray) , Neil McCarthy (Jim Morgen) , Ed Bishop (Cy Imberline)
- Résumé :

## Épisode 7:Charmante Famille
- Titre original : The Loving Brothers
- Numéro(s) : 46 (3.7)
- Scénariste(s) : John Graeme
- Réalisateur(s) : Leslie Norman
- Diffusion(s) : 
  -  Royaume-Uni : 26 novembre 1964
- Invité(es) : Ed Devereaux (Wally Kinsall) , Annette Andre (Linda Henderson)
- Résumé :

## Épisode 8:L'Homme qui aimait les jouets
- Titre original : The Man Who Liked Toys
- Numéro(s) : 47 (3.8)
- Scénariste(s) : Basil Dawson
- Réalisateur(s) : John Gilling
- Diffusion(s) : 
  -  Royaume-Uni : 3 décembre 1964
- Invité(es) : Ivor Dean (Inspecteur Claude Eustache Teal)
- Résumé :

## Épisode 9:Peine de mort
- Titre original : The Death Penalty
- Numéro(s) : 48 (3.9)
- Scénariste(s) : Ian Stuart Black
- Réalisateur(s) : Jeremy Summers
- Diffusion(s) : 
  -  Royaume-Uni : 10 décembre 1964
- Invité(es) : Paul Stassino (Abdul Osman)
- Résumé : En vacances sur la Côte d'Azur, Simon Templar se trouve pris dans une guerre entre parrains de la pègre à Marseille en voulant secourir une jolie demoiselle.

## Épisode 10:Le Ministre imprudent
- Titre original : The Imprudent Politician
- Numéro(s) : 49 (3.10)
- Scénariste(s) : Norman Hudis
- Réalisateur(s) : John Moxey
- Diffusion(s) : 
  -  Royaume-Uni : 17 décembre 1964
- Invité(es) : Anthony Bate (Christopher Waites)
- Résumé : Un ministre à la carrière prometteuse est victime de chantage sur sa vie privée. Une bande d'escrocs tente ainsi d'obtenir des informations permettant un délit d'initié à la bourse de Londres.

## Épisode 11:Vol à main armée
- Titre original : The Hi-Jackers
- Numéro(s) : 50 (3.11)
- Scénariste(s) : Paul Erickson
- Réalisateur(s) : David Eady
- Diffusion(s) : 
  -  Royaume-Uni : 24 décembre 1964
- Invité(es) : Robert Nichols (Sgt. Robert Pargo) , Walter Gotell (Hans Lasser) , Shane Rimmer (Major Smith)
- Résumé :

## Épisode 12:Philanthropie
- Titre original : The Unkind Philanthropist
- Numéro(s) : 51 (3.12)
- Scénariste(s) : Marcus Demian
- Réalisateur(s) : Jeremy Summers
- Diffusion(s) : 
  -  Royaume-Uni : 24 décembre 1964
- Invité(es) : David Graham (Juan Gamma) , Sarah Brackett (Tristan Brown) , John Bloomfield (Twinewright)
- Résumé :

## Épisode 13:La Demoiselle en détresse
- Titre original : The Damsel in Distress
- Numéro(s) : 52 (3.13)
- Scénariste(s) : Paul Erickson
- Réalisateur(s) : Peter Yates
- Diffusion(s) : 
  -  Royaume-Uni : 31 décembre 1964
- Invité(es) : Ray Austin (Arthur), Harold Kasket (Giuseppe Rolfieri)
- Résumé :

## Épisode 14:Le Contrat
- Titre original : The Contract
- Numéro(s) : 53 (3.14)
- Scénariste(s) : Terry Nation
- Réalisateur(s) : Roger Moore
- Diffusion(s) : 
  -  Royaume-Uni : 7 janvier 1965
- Invité(es) : John Bennett (Ardossi)
- Résumé : Un contrat a été placé sur la tête de Simon Templar. Un ancien inspecteur de police "ami" vient l'en prévenir alors qu'il vient d'être victime d'une tentative d'assassinat. Un certain Sandberg, que le Saint a jadis fait arrêter après qu'il a commis un vol d'argent sur une base militaire, est derrière ce forfait. Le Saint va alors tenter de neutraliser Sandberg et de récupérer le magot, tout en protégeant la veuve d'un aviateur, victime de l'escroc. Mais, les traîtres ne sont pas forcément ceux que l'on imagine.

## Épisode 15:Le Fourgon postal
- Titre original : The Set Up
- Numéro(s) : 54 (3.15)
- Scénariste(s) : Paddy Manning O'Brine
- Réalisateur(s) : Roy Baker
- Diffusion(s) : 
  -  Royaume-Uni : 14 janvier 1965
- Invité(es) :
- Résumé : Au péril de sa vie, Simon Templar démasque une bande de malfrats à l'origine de l'attaque d'un fourgon postal.

L'intrigue est compliquée par des trahisons au sein de cette bande, et l'intervention d'un tueur à gage qui tente d'éliminer le Saint.

## Épisode 16:Le Rapide du Rhin
- Titre original : The Rhine Maiden
- Numéro(s) : 55 (3.16)
- Scénariste(s) : Brian Degas
- Réalisateur(s) : James Hill
- Diffusion(s) : 
  -  Royaume-Uni : 21 janvier 1965
- Invité(es) :
- Résumé :

## Épisode 17:Le Laboratoire secret
- Titre original : The Inescapable Word
- Numéro(s) : 56 (3.17)
- Scénariste(s) : Terry Nation
- Réalisateur(s) : Roy Baker
- Diffusion(s) : 
  -  Royaume-Uni : 28 janvier 1965
- Invité(es) :
- Résumé :

Simon est invité à la campagne pour une partie de chasse où il se fait un devoir de rater tous les oiseaux qu'il a à portée de fusil. En partant à la recherche du chien de son hôtesse, il fait de bien étranges découvertes... Des bruits étranges, des lumières vives... Puis, il est assommé. Simon mène l'enquête dans un laboratoire militaire situé à proximité où l'un des chercheurs a mis au point une terrifiante invention qui pourrait détruire le monde.

## Épisode 18:Les Griffes du tigre
- Titre original : The Sign of the Claw
- Numéro(s) : 57 (3.18)
- Scénariste(s) : Terry Nation
- Réalisateur(s) : Leslie Norman
- Diffusion(s) : 
  -  Royaume-Uni : 4 février 1965
- Invité(es) :
- Résumé :

## Épisode 19:La Grenouille d'or
- Titre original : The Golden Frog
- Numéro(s) : 58 (3.19)
- Scénariste(s) : Michael Cramoy
- Réalisateur(s) : John Moxey
- Diffusion(s) : 
  -  Royaume-Uni : 11 février 1965
- Invité(es) :
- Résumé :

## Épisode 20:L'Auberge du mystère
- Titre original : The Frightened Inn-Keeper
- Numéro(s) : 59 (3.20)
- Scénariste(s) : Norman Hudis
- Réalisateur(s) : Roy Baker
- Diffusion(s) : 
  -  Royaume-Uni : 18 février 1965
- Invité(es) : Norman Bird (Weems), Howard Marion-Crawford (Portmore)
- Résumé : Des complices creusent une galerie souterraine sous une prison pour l'évasion d'un prisonnier.

## Épisode 21:Magie noire
- Titre original : Sibao
- Numéro(s) : 60 (3.21)
- Scénariste(s) : Terry Nation
- Réalisateur(s) : Peter Yates
- Diffusion(s) : 
  -  Royaume-Uni : 25 février 1965
- Invité(es) : Bruce Boa (John Hamilton)
- Résumé :

## Épisode 22:Le Crime du siècle
- Titre original : The Crime of the Century
- Numéro(s) : 61 (3.22)
- Scénariste(s) : Terry Nation
- Réalisateur(s) : John Gilling
- Diffusion(s) : 
  -  Royaume-Uni : 4 mars 1965
- Invité(es) : Peter Jeffrey (Gregory Marring) , Carol Cleveland (Gloria Mancini)
- Résumé : Simon Templar s'infiltre dans une équipe de malfrats qui préparent le cambriolage d'une machine à fabriquer des billets de banque.

## Épisode 23:Une belle fin
- Titre original : The Happy Suicide
- Numéro(s) : 62 (3.23)
- Scénariste(s) : Brian Degas
- Réalisateur(s) : Robert Tronson
- Diffusion(s) : 
  -  Royaume-Uni : 11 mars 1965
- Invité(es) : Jane Merrow (Lois), Donald Sutherland (McCleery)
- Résumé : Simon Templar enquête sur un suicide dans le milieu du Show-biz.